# Pedro Manrique (personaje)
Pedro Manrique es un personaje ficticio de la serie colombiana La saga, negocio de familia producida por Dago García. Es el hijo de Tomás Manrique y padre de Armando y Antonio. Es encarnado por el actor Diego Cadavid en su juventud,  y por Frank Ramírez posteriormente.

## Biografía
Pedro provenía de una familia acomodada y sus papás lo mantenían alejado por las guerras entre partidos en los años 30. Ya en la capital Pedro se pierde en la estación de trenes, por lo que Tomás, por consejo del recién conocido Pascual Martínez ofrece una recompensa a quien encuentre a su hijo.
Diez años después, Pedro se ha convertido en un joven dedicado a estafar incautos en la mesa de póker en complicidad con Pascual. Ha decidido enrolarse en el Ejército, pero dos circunstancias interrumpen sus planes: El asesinato de su padre y el amor. 
Tomás, su padre, es asesinado en un ajuste de cuentas entre mafias del bajo mundo por deudas de dinero. Su asesino, Tarcisio, siguiendo órdenes de su jefe pide garantías a Pedro para el pago de la deuda.
Al mismo tiempo Pedro conoce a la mujer de sus sueños: Marlén, hija de un hombre a quien Pedro ha dejado en la ruina. El padre de Marlén, irónicamente, era el mismo hombre que había asesinado a los amigos de Tomás años atrás y había obligado a él y a su familia a huir del pueblo donde vivían. 
Marlén se le presenta dispuesta a jugarse su virginidad a cambio de recuperar el dinero de su padre, pero Pedro gana la partida de póker. Sin embargo ha quedado prendado de la muchacha y le ofrece devolverle la fortuna paterna si ella se casa con él. Aunque confuso le afirma a su padre escasos minutos antes de su muerte la verdad de Marlén, sus sentimientos hacia ella y su posibilidad de ir al Ejército. Marlén posteriormente acepta y el matrimonio se lleva a cabo. Pascual se enoja con Pedro diciendo que la mitad de la fortuna le pertenece. Por lo tanto el mismo día de su boda con Marlén, Pedro asesina a Pascual y éste le lanza una maldición diciendo que ningún descendiente suyo moriría de muerte natural sino trágicamente. Durante y después de la boda Pedro piensa en la maldición.
El nacimiento de su primogénito Armando trae una nueva preocupación económica para Pedro, quien decide volver al juego, pero ahora apostando ilegalmente en el boxeo. Termina convertido en representante de Kid Romano (compañero de trabajo suyo, irónicamente, en la fábrica de tornillos de Facundo), elevándolo a la categoría de Campeón Nacional. Entonces Pedro siente que ha llegado la oportunidad de hacerse millonario apostando en contra de Romano y obligándolo a perder con la promesa de que luego retomarían la carrera hacia el título. Romano se niega, pero Pedro conoce su punto débil: Grecia, su esposa y amenazando con eliminarla, logra lo que se propuso: Romano no tiene más remedio que caer a la lona. Pedro se llena los bolsillos a cambio de perder a su pupilo y mejor amigo. Asqueado Romano abandona el boxeo y Pedro consigue nuevos prospectos con quienes aplica la misma estrategia, esta vez aliado con otro socio llamado Humberto Angarita. Marlén tiene su segundo hijo (a quien antes había pensado abortarlo), Antonio y el matrimonio empieza a manejar una serena distancia sobre una aparente armonía.
Ya en los años 70 los Manrique están organizados como empresa familiar, siendo Pedro el jefe y sus hijos los encargados del cobro de las apuestas. Ana María, esposa de Armando y Pilar, mujer de Antonio ayudan a Marlén en un taller de costura. Los nietos Tito y Manuel, hijos de Armando junto con Ernesto, hijo de Antonio, son la alegría de la casa.
La tranquilidad familiar se ve alterada la noche en que Ana María, sorpresiva e irracionalmente le pide el divorcio a Armando, quien tampoco sabe darle un buen manejo a la situación que termina convirtiéndose en un verdadero infierno. 
Tiempo después Pedro descubre que Ana María se quiere divorciar de Armando porque es amante de Antonio. Magnolia se reencuentra con Pedro y le advierte de la primera fase de la maldición de Pascual y le pide alejar de cualquier modo a Ana María de Antonio y para eso decide amenazarla. 
Posteriormente Pedro se reencuentra con Mota, Capitán de la Policía que treinta años atrás vigilaba la conducta delictiva de los Manrique y le advierte a Pedro de la actitud violenta con sus socios del bajo mundo y pretende apresar a Armando (ya que había golpeado a su esposa y a varios socios) si Pedro no se entrega en su lugar. No teniendo opción Pedro se entrega y confiesa sus pecados, además de sentir cada vez más cerca la maldición, acaba con su propia vida ahorcándose en su celda.
Posterior a su muerte su hijo Armando asume el control de la familia y sus negocios ante la incapacidad de Antonio por mantener la posición de la familia dentro del hampa, realizando numerosos ajustes de cuentas entre ellos el asesinato del capitán Mota. Pese a que Pedro trató de evitar que Armando supiera la verdad de la relación entre su hermano y Ana María, este termina por enterarse y realiza un falso secuestro hacia Antonio con el que termina asesinando a su propio hermano, comenzando así a consumarse la maldición que Pascual lanzó sobre su familia.